# François Broche

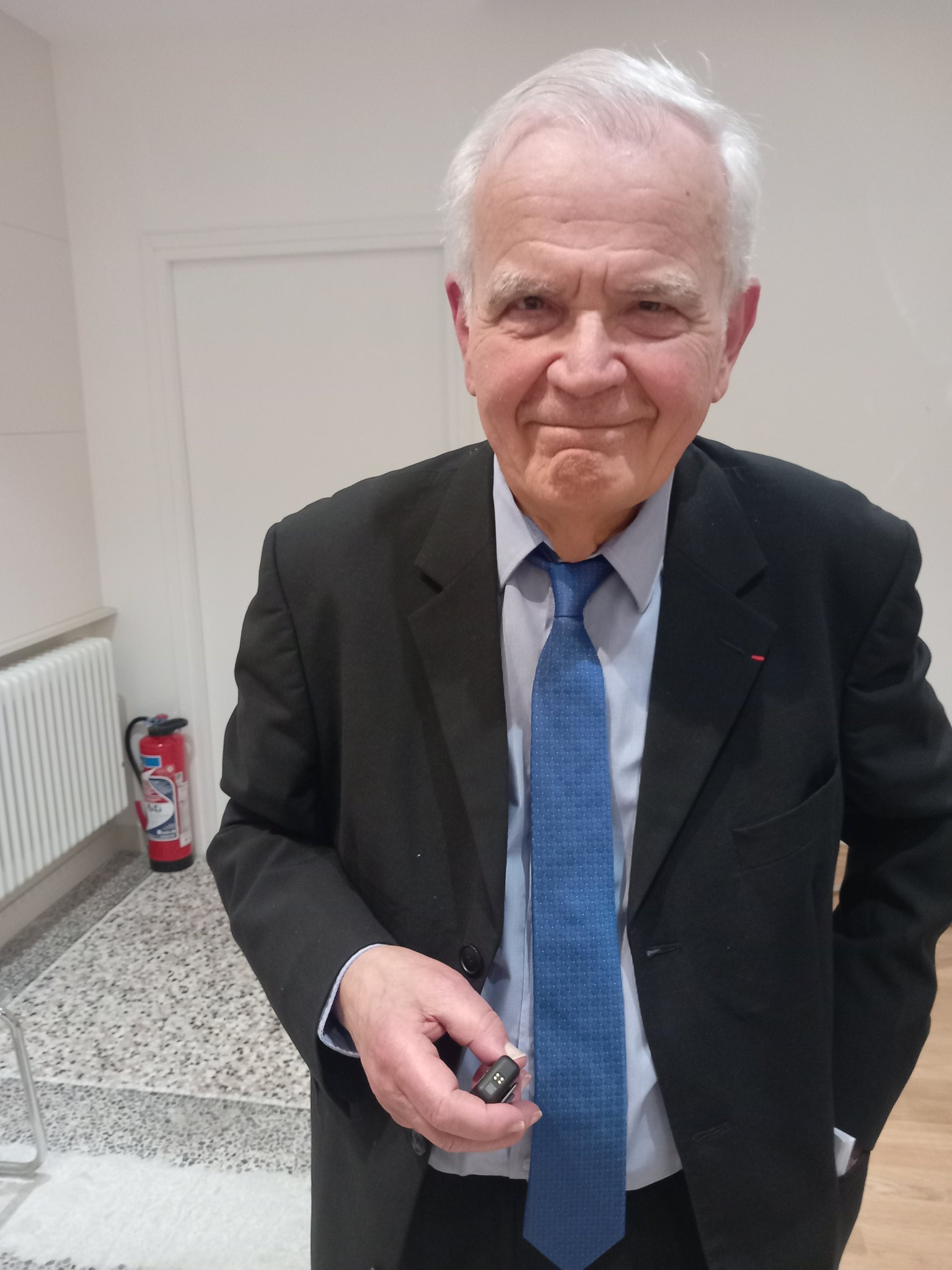
François Broche

François Broche (geboren 31. August 1939 in Tunis, Französisch-Nordafrika) ist ein französischer Historiker.

## Leben
François Broche ist ein Sohn des Oberstleutnants Félix Broche, der 1942 auf Seiten der Forces françaises libres in der Schlacht von Bir Hakeim fiel. Broche studierte von 1957 bis 1961 am Institut d’études politiques de Paris (Sciences Po), er machte außerdem 1965 ein Lizentiat der Rechte und wurde 1993 an der Université de Bourgogne promoviert.
Broche war Redakteur bei den Zeitschriften Spectacle du Monde und Revue de politique indépendante und betreute Publikationen von Veteranenorganisationen des französischen Widerstands im Zweiten Weltkrieg. Broche veröffentlichte eine Vielzahl von Monografien unter anderem über General de Gaulle und France libre, über Léon Daudet, Maurice Barrès und Anna de Noailles.
Broche erhielt 1971 den Literaturpreis der Résistance für Le Bataillon des guitaristes und den Prix Thérouanne der Académie française, für seine Arbeit zu Maurice Barrès bekam er 1988 den Preis der Académie und 2002 den Prix Marcel Pollitzer. 2005 wurde er zum Ritter der Ehrenlegion ernannt.

## Schriften (Auswahl)
- Le Bataillon des guitaristes. Vorwort Général Koenig. Fayard, 1970
- Assassinat du chancelier Dollfuss : Vienne, le 25 juillet 1934. Paris : Balland, 1977
- Heydrich : Prague, le 27 mai 1942. Paris : Balland, 1978
- L’Armée française sous l’Occupation. Tome 1 : La Dispersion. Presses de la Cité, 2001
- L’Armée française sous l’Occupation. Tome 2 : La Métamorphose. Presses de la Cité, 2002
- L’Armée française sous l’Occupation. Tome 3: Le Rassemblement. Presses de la Cité, 2003
- François Broche, Jean-François Muracciole: Dictionnaire de la France Libre. Robert Laffont, 2010
- Vie de Maurice Barrès. Paris : Bartillat, 2012
- François Broche, Sylvain Pivot: La Commune démystifiée (avec ), France-Empire, 2012
- À l’officier des îles. Pierre-Guillaume de Roux, 2014
- Dictionnaire de la Collaboration; collaborations, compromissions, contradictions. Paris : Belin, 2014
- François Broche, Jean-François Muracciole: Histoire de la Collaboration, 1940–1945. Tallandier, 2017
- Vél’d’hiv’, 16 juillet 1942. Où était la France ? Pierre-Guillaume de Roux, 2018
- La Cathédrale des sables, Bir Hakeim mai-juin 1942. Belin, 2019
- Les Mitterrandiens, portraits de groupe. Pierre-Guillaume de Roux, 2020
- Ils détestaient de Gaulle. Tallandier, 2020
- La Commune, de l’histoire au mythe. France-Empire, 2021
- La Galerie des éclaireurs. Gingko, 2023
- Ils n’avaient pas 20 ans, la révolte des jeunes 1940–1944. Tallandier, 2023
- La Cavale des collabos. Nouveau Monde, 2023